# Światowy Dzień Ludności
Światowy Dzień Ludności (ang. World Population Day) – coroczne święto, ustanowione przez Zgromadzenie Ogólne ONZ (rezolucja E/2007/24), obchodzone 11 lipca.
Z inicjatywą obchodów wystąpiła Rada Zarządzająca UNDP w 1989 roku (decyzja 89/46), w rocznicę tzw. Dnia Pięciu Miliardów obchodzoną w 1987 roku, kiedy to liczba ludności świata osiągnęła pięć miliardów.
Obchody z udziałem UNFPA, który ściśle współpracuje z UNDP, mają na celu zwrócenie uwagi opinii publicznej na pilny charakter i wagę problemów ludnościowych, zwłaszcza w kontekście planów i programów rozwoju, oraz na potrzebę znalezienia odpowiednich środków zaradczych. Każdego roku przewodzi im inne hasło. 
W 2010 roku tematem przewodnim Międzynarodowego Dnia Ludności było "Każdy się liczy".
W swoim przesłaniu z tej okazji Sekretarz Generalny ONZ powiedział:

W Międzynarodowym Dniu Ludności (2010), wzywam wszystkich decydentów, aby przyczynili się do zadbania, by każda osoba liczyła się i została policzona. Tylko przez zwrócenie uwagi na potrzeby wszystkich kobiet i mężczyzn, dziewcząt i chłopców, możemy osiągnąć Milenijne Cele Rozwoju i promować wartości podzielane przez Narody Zjednoczone.